# 五来重
五来 重（五來 重、ごらい しげる、1908年〈明治41年〉3月7日 - 1993年〈平成5年〉12月11日）は、日本の民俗学者。大谷大学名誉教授。専門は日本仏教史、仏教民俗学。

## 経歴
茨城県久慈郡久慈町（現：日立市）に生まれる。旧制茨城県立太田中学校（現：茨城県立太田第一高等学校・附属中学校）、旧制水戸高等学校文科甲類を経て、1932年に東京帝国大学文学部印度哲学科を卒業。高野山大学助手に就任するも、歴史学を修めるため京都帝国大学文学部史学科に再入学し、1939年に京都帝国大学文学部史学科国史学専攻を卒業。卒業論文は「中世に於ける神仏習合思想の変遷と元寇の影響」。
以後、京都師範学校教諭、高野山大学助教授、同教授を経て、1955年、大谷大学文学部教授に就任。同大学を拠点として広く仏教民俗学を講じた。1962年には、文学博士の学位を取得した。1978年、大谷大学を定年退職、同名誉教授。1980年、勲三等瑞宝章を授与される。退職以降も「日本宗教民俗学研究所」を主宰し多くの後進を育成した。

## 人物
柳田國男の京都帝国大学での集中講義に感銘を受け、従来、教学史研究・思想史研究に偏りがちであった日本仏教の研究に、民俗学の視点・手法を積極的に導入。各地における庶民信仰・民俗信仰の実態について、綿密な現地調査と卓抜した史観に基づく考察を加え、地域宗教史・民衆宗教史の分野に多大な業績を残した。
山折哲雄は五来を評して柳田國男、折口信夫に次ぐ、日本民俗学の第三走者とする。

## 弟子
- 日野西眞定（1924 - 2016）- 高野山大学名誉教授、奥の院維那も務めた

## 主な著作
- 『元興寺極楽房中世庶民信仰資料の研究』（法藏館、1964年）
- 『吉野・熊野信仰の研究』（名著出版、1975年）
- 『高野聖』（角川新書、1965年／角川選書、1984年／角川ソフィア文庫、2011年）
- 『熊野詣 三山信仰と文化』（淡交新社、1967年／講談社学術文庫、2004年）
- 『仏教と民俗 仏教民俗学入門』（角川選書、1976年／角川ソフィア文庫、2010年）
- 『続 仏教と民俗』（角川選書、1979年）
- 『修験道入門』（角川書店、1980年／ちくま学芸文庫、2021年6月）
- 『絵巻物と民俗』（角川選書、1981年）
- 『宗教歳時記』（角川選書、1982年／角川ソフィア文庫、2010年）
- 『鬼むかし　昔話の世界』（角川書店、1984年／角川選書、1991年／角川ソフィア文庫、2021年10月）
- 『日本の庶民仏教』（角川選書、1985年／講談社学術文庫、2020年5月）
- 『踊り念仏』（平凡社選書、1988年／平凡社ライブラリー、1998年）
- 『石の宗教』（角川選書、1988年／講談社学術文庫、2007年）
- 『日本人の仏教史』（角川選書、1989年／角川ソフィア文庫、2023年10月）
- 『遊行と巡礼』（角川選書、1989年）
- 『山の宗教』（角川選書、1991年／淡交社、1999年／角川ソフィア文庫、2008年）
- 『日本人の地獄と極楽』（人文書院、1991年／吉川弘文館「読みなおす日本史」、2013年）
- 『先祖供養と墓』（角川選書、1992年／角川ソフィア文庫、2022年2月）
- 『日本人の死生観』（角川選書、1994年／講談社学術文庫、2021年10月）
- 『空海の足跡』（角川選書、1994年）
- 『西国巡礼の寺』（角川書店、1996年／角川ソフィア文庫、2008年）
- 『四国遍路の寺 〈上・下〉』（角川書店、1996年／角川ソフィア文庫、2009年）
- 『円空と木喰』（淡交社、1997年／角川ソフィア文庫、2016年）
- 『日本仏教と庶民信仰』（大法輪閣、2014年）

### 著作集
『葬と供養』（東方出版、1992年、新装版2013年）、論考集
『五来重宗教民俗集成』（全8巻、角川書店、1995年）
1. 修験道の歴史と旅
2. 作仏聖-円空と木喰
3. 異端の放浪者たち
4. 庶民信仰の諸相
5. 芸能の起源
6. 寺社縁起からお伽話へ
7. 宗教民俗講義
8. 文学と民俗を語る：対談

『五来重著作集』（全12巻・別巻、法藏館、2007年 - 2009年）
1. 日本仏教民俗学の構築
2. 聖の系譜と庶民仏教
3. 日本人の死生観と葬墓史
4. 寺社縁起と伝承文化
5. 修験道の修行と宗教民俗
6. 修験道霊山の歴史と信仰
7. 民間芸能史
8. 宗教歳時史
9. 庶民信仰と日本文化
10. 木食遊行聖の宗教活動と系譜
11. 葬と供養（上）
12. 葬と供養（下）

別巻：略年譜・著作目録・全巻索引